# Джанкой
Джанко́й (крим. Canköy) — місто в Україні в складі Автономної Республіки Крим, адміністративний центр Джанкойського району. Колишнє місто республіканського підпорядкування.

## Назва
Часто назву Джанкой перекладають із кримськотатарської мови як «душа-село», буквально, душевне село (can — душа, köy — село). Але фахівці з кримської топонімії вважають вірогіднішою етимологію, що виводить цю назву від cañı köy — «нове село» степовим діалектом кримськотатарської.

## Географія
Розташований на Північнокримській рівнині з типово-полиновими і ковиловими сухими степами на каштанових солончакуватих ґрунтах, за 93 км від Сімферополя (автошлях E105, із яким збігається М18).
Біля Джанкоя закінчується самопливна частина Північно-Кримського каналу.
Через місто протікають річки Мирнівка та Степова.

## Клімат
Місто знаходиться у перехідній між субтропічним та помірним кліматом степовій зоні, котра характеризується посушливим кліматом. Найтепліший місяць — липень з середньою температурою 22.8 °C. Найхолодніший місяць — січень, з середньою температурою 0 °С.
| Клімат Джанкоя          | Клімат Джанкоя | Клімат Джанкоя | Клімат Джанкоя | Клімат Джанкоя | Клімат Джанкоя | Клімат Джанкоя | Клімат Джанкоя | Клімат Джанкоя | Клімат Джанкоя | Клімат Джанкоя | Клімат Джанкоя | Клімат Джанкоя | Клімат Джанкоя |
| Показник                | Січ.           | Лют.           | Бер.           | Квіт.          | Трав.          | Черв.          | Лип.           | Серп.          | Вер.           | Жовт.          | Лист.          | Груд.          | Рік            |
| Середня температура, °C | 0              | 0              | 2              | 9              | 15             | 20             | 23             | 22             | 16             | 10             | 6              | 2              | 10             |
| Норма опадів, мм        | 38             | 27             | 28             | 27             | 52             | 60             | 34             | 29             | 28             | 18             | 34             | 34             | 408            |
| ----------------------- | -------------- | -------------- | -------------- | -------------- | -------------- | -------------- | -------------- | -------------- | -------------- | -------------- | -------------- | -------------- | -------------- |
| Джерело: Weatherbase    |                |                |                |                |                |                |                |                |                |                |                |                |                |

## Історія
Вперше згадується 1855 року, статус міста одержав у 1926 році.
Завдяки своєму географічному положенню Джанкой з часу заснування був транспортним вузлом у Криму. Після будівництва Лозово-Севастопольської залізниці тут почала розвиватися промисловість, у 1909 році запрацював чавуноливарний завод. До моменту початку Першої світової війни Джанкой входив до числа міст степової частини Криму з найбільш розвиненою сільськогосподарської промисловістю.
За радянських часів були побудовані елеватор, машинобудівний завод, консервний і комбікормовий заводи, молокозавод, а також низка підприємств поменше.
В 1941 в ході Другої світової війни був окупований німецько-нацистськими загарбниками. Під час окупації в місті було розстріляно близько семи тисяч євреїв членів місцевого колгоспу. Відвойований радянськими військами 13 квітня 1944.
1954 року у складі Кримської області був повернутий до Української РСР. З 1991 року — у складі незалежної України.
У березні 2014 року анексований Російською Федерацією.
Ввечері 20-го березня 2023 року в Джанкої прогриміла серія вибухів.

## Господарство
Інтенсивне землеробство на зрошуваних землях, спеціалізоване на виробництві зерна, винограду, овочів, фруктів.
Заводи: машинобудівний, залізобетонних конструкцій, консервний, молочний, комбікормовий, м'ясокомбінат, фабрика господарських виробів.

## Транспорт

Залізничний вокзал у Джанкої

Джанкой розташований на перетині двох європейських автошляхів: Херсон—Керч—Стамбул (E97) та Харків — Севастополь (E105). Залізничні та автомобільні магістралі з'єднують місто Джанкой з великими населеними пунктами Криму та решти України.
З 27 грудня 2014 року поїзди Укрзалізниці (пасажирські і вантажні) з Криму було скасовано. Станом на 2016 частково збереглося приміське сполучення.
Після реформування військової авіаційної частини на території міста збережений і функціонує аеродромний комплекс, здатний приймати пасажирські і транспортні авіалайнери класу Ан-12.

## Освіта і культура
У Джанкої діють професійно-технічне училище, краєзнавчий музей, міська та дитяча бібліотека.
У місті є храми:
- Свято-Покровський собор;
- Мечеть Джанкой Джамі

### Пам'ятники
- В. І. Леніну (1955, реконструкція 19 квітня 1979 р., автор скульптури — А. І. Страхов);
- могила невідомого пілота, який загинув в небі Джанкоя 1943 року;
- радянському військовику, Герою Радянського Союзу Чапичеву Якову Юдовичому (1979, скульптор Д. М. Журавльов);
- Танк «ІС-3» на честь вояків 19-ого танкового Перекопського корпусу (1985);
- Пам'ятник воякам-авіаторам (1965);
- Братська могила партизан (1942–1944);
- Братська могила радянських вояків і партизан (1965);
- Пам'ятник на місці масових страт мешканців Джанкоя у часі німецької окупації (1976).

## Засоби масової інформації
У місті діють такі місцеві ЗМІ:
- газета «Заря Присивашья» (укр. Зоря Присивашшя);
- газета «Джанкойские ведомости» (укр. Джанкойські відомості);
- ООО «Экран», 11 канал та інші.

## Клімат
Клімат посушливий, помірно-спекотний, з помірно-м'якою зимою.
Звичайна температура січня −1,8°, липня +23,3°.
Опадів 418 мм на рік.

## Населення
Розподіл населення за віком та статтю (2001)
| Стать | Всього | До 15 років | 15-24 | 25-44 | 45-64 | 65-85 | Понад 85 |
| --- | ------ | ----------- | ----- | ----- | ----- | ----- | -------- |
| Чоловіки | 19 220 | 3418        | 2829  | 5678  | 5156  | 2062  | 77       |
| Жінки | 23 640 | 3231        | 2950  | 6547  | 6786  | 3847  | 279      |
| \| Статево-вікова піраміда \| Статево-вікова піраміда \| Статево-вікова піраміда \| \| ----------------------- \| ----------------------- \| ----------------------- \| \| Чоловіки \| Вік \| Жінки \| \| 77 \| 85 + \| 279 \| \| 123 \| 80-84 \| 353 \| \| 408 \| 75-79 \| 921 \| \| 764 \| 70-74 \| 1385 \| \| 767 \| 65-69 \| 1188 \| \| 1414 \| 60-64 \| 2002 \| \| 798 \| 55-59 \| 1098 \| \| 1327 \| 50-54 \| 1764 \| \| 1617 \| 45-49 \| 1922 \| \| 1645 \| 40-44 \| 1912 \| \| 1423 \| 35-39 \| 1702 \| \| 1313 \| 30-34 \| 1507 \| \| 1297 \| 25-29 \| 1426 \| \| 1244 \| 20-24 \| 1362 \| \| 1585 \| 15-20 \| 1588 \| \| 1571 \| 10-14 \| 1524 \| \| 1055 \| 5-9 \| 981 \| \| 792 \| 0-4 \| 726 \| |        |             |       |       |       |       |          |
| Статево-вікова піраміда |        |             |       |       |       |       |          |
| Чоловіки | Вік    | Жінки       |       |       |       |       |          |
| 77 | 85 +   | 279         |       |       |       |       |          |
| 123 | 80-84  | 353         |       |       |       |       |          |
| 408 | 75-79  | 921         |       |       |       |       |          |
| 764 | 70-74  | 1385        |       |       |       |       |          |
| 767 | 65-69  | 1188        |       |       |       |       |          |
| 1414 | 60-64  | 2002        |       |       |       |       |          |
| 798 | 55-59  | 1098        |       |       |       |       |          |
| 1327 | 50-54  | 1764        |       |       |       |       |          |
| 1617 | 45-49  | 1922        |       |       |       |       |          |
| 1645 | 40-44  | 1912        |       |       |       |       |          |
| 1423 | 35-39  | 1702        |       |       |       |       |          |
| 1313 | 30-34  | 1507        |       |       |       |       |          |
| 1297 | 25-29  | 1426        |       |       |       |       |          |
| 1244 | 20-24  | 1362        |       |       |       |       |          |
| 1585 | 15-20  | 1588        |       |       |       |       |          |
| 1571 | 10-14  | 1524        |       |       |       |       |          |
| 1055 | 5-9    | 981         |       |       |       |       |          |
| 792 | 0-4    | 726         |       |       |       |       |          |

Більшість населення складають росіяни. За даними Всеукраїнського перепису населення 2001 року населення міста складалося з таких етнічних груп:
- росіяни — 59,8 %
- українці — 25,9 %
- кримські татари — 8,1 %
- білоруси — 1,5 %
- поляки — 0,3 %
- молдовани — 0,3 %[12].

### Мова
Розподіл населення за рідною мовою за даними перепису 2001 року:
| Мова                | Відсоток |
| ------------------- | -------- |
| російська           | 83,14 %  |
| українська          | 7,6 %    |
| кримськотатарська   | 7,13 %   |
| ромська             | 0,88 %   |
| інші/не визначилися | 1,25 %   |

## Відомі люди
- Мартинов Сергій Якович (1925—1990) — Герой Соціалістичної Праці, проживав у Джанкої.
- Ончуров Сергій Олександрович (1992—2014) — лейтенант Збройних сил України, учасник російсько-української війни, загинув у боях за Іловайськ.
- Коберник Олександр Петрович (1970—2022) — військовослужбовець Збройних сил України, учасник російсько-української війни, працював вчителем української мови та літератури у Джанкойській загальноосвітній школі I—III ступенів № 3.
- Кондрут Віталій Ігорович (нар. 1984) — український трековий та шосейний велогонщик.